# Неделино
Неде́лино (болг. Неделино) — місто в Смолянській області Болгарії. Адміністративний центр общини Неделино.

## Населення
За даними перепису населення 2011 року у місті проживали 4564 особи.
Національний склад населення міста:
| Національність   | Кількість осіб | Відсоток |
| ---------------- | -------------- | -------- |
| болгари          | 3473           | 99,6%    |
| не визначились   | 12             | 0,3%     |
| Всього відповіли | 3488           |          |

Розподіл населення за віком у 2011 році:
Динаміка населення: